# Handbol als Jocs Olímpics d'Estiu de 2024
Els tornejos d'Handbol als Jocs Olímpics de París 2024 es van disputar entre el 25 de juliol i l'11 d'agost de 2024. La fase preliminar es va jugar al complex del Paris Expo Port de Versailles, mentre que la fase final va ser a l'estadi Pierre-Mauroy situat al municipi francès de Villeneuve-d'Ascq.
El torneig masculí d'Handbol va aparèixer per primera vegada en les Olimpíades de Berlín 1936, tot i que després no es va tornar a incorporar fins als Jocs Olímpics de Múnic 1972 i des d'aleshores s'ha mantingut ininterrompudament en el programa olímpic. El torneig femení no es va incorporar fins als Jocs Olímpics de Mont-real 1976. En aquesta edició no hi ha canvis respecte a els passats jocs olímpics.

## Medaller
| Posició | País      | Or | Argent | Bronze | Total |
| ------- | --------- | -- | ------ | ------ | ----- |
| 1       | Dinamarca | 1  | 0      | 1      | 2     |
| 2       | Noruega   | 1  | 0      | 0      | 1     |
| 3       | França    | 0  | 1      | 0      | 1     |
| 3       | Alemanya  | 0  | 1      | 0      | 1     |
| 5       | Espanya   | 0  | 0      | 1      | 1     |

## Calendari de competició
|         | Dj 25 | Ds 27 | Dg 28 | Dl 29 | Dm 30 | Dx 31 | Dj 1 | Dv 2 | Ds 3 | Dg 4 | Dm 6 | Dx 7 | Dj 8 | Dv 9 | Ds 10 | Dg 11 |
| ------- | ----- | ----- | ----- | ----- | ----- | ----- | ---- | ---- | ---- | ---- | ---- | ---- | ---- | ---- | ----- | ----- |
| Masculí |       | FP    |       | FP    |       | FP    |      | FP   |      | FP   |      | 1/4  |      | 1/2  |       | F i B |
| Femení  | FP    |       | FP    |       | FP    |       | FP   |      | FP   |      | 1/4  |      | 1/2  |      | F i B |       |

FP: Fase Preliminar; 1/4: Partits de quarts de final; 1/2: Partits de semifinals; F: Final; B: Partit per la medalla de bronze

## Esdeveniments
| Esdeveniment    | Or          | Plata      | Bronze      |
| Masculí detalls | · Dinamarca | · Alemanya | · Espanya   |
| Femení detalls  | · Noruega   | · França   | · Dinamarca |